# Szent Trifun-székesegyház
A kotori Szent Trifun-székesegyház egyike Montenegró két római katolikus székesegyházának, a Kotori egyházmegye székhelye. Szent Trifun, a város védőszentje tiszteletére építették.  

## Története
Helyén egy korábbi templom állt, amelyet 809-ben építtetett Andrija (Andreaccio) Saracenis, a város polgára. Itt őrizték Szent Trifun Konstantinápolyból elhozott ereklyéjét. Az első templomról csak VII. Kónsztantinosz bizánci császár A birodalom kormányzásáról című munkájában történt említés; más nyoma egészen az 1987-es restaurálásig nem volt.
A székesegyházat 1166. június 19-én szentelték fel. A székesegyház károsodott az 1537-es és 1563-as földrengésben, majd újjáépítették 1584–1613 között. Az 1667-es dubrovniki földrengés során mindkét tornya leomlott; ezeket barokk stílusban építették újjá 1671 és 1683 között, de a bal oldali befejezetlen maradt. Ekkor alakították ki a reneszánsz stílusú rózsaablakot is. Az 1892–1908 közötti felújításkor megtalálták az 1166-os templom trifóriumát. Az 1979-es montenegrói földrengés nem okozott súlyos károkat; inkább azért restaurálták 1987 és 2001 között, hogy feltárják az első templom maradványait.

## Leírása
A három hajós, román stílusú székesegyház belsejét 14. századi freskók díszítik. A főoltár feletti kődísz Szent Trifun életét ábrázolja. A szenteket ábrázoló domborművek aranyból és ezüstből készültek. 
A székesegyházban található Európa egyik legnagyobb egyházi kincstára. Benne arany és ezüst díszítárgyak, ereklyék, helyi mesterek 14-18. századi műalkotásai találhatóak. Itt őrizték azt a keresztet, amellyel Marcus Avianus kapucinus szerzetes 1683. szeptember 12-én megáldotta a Bécs védelmére felsorakozott seregeket.

## Galéria

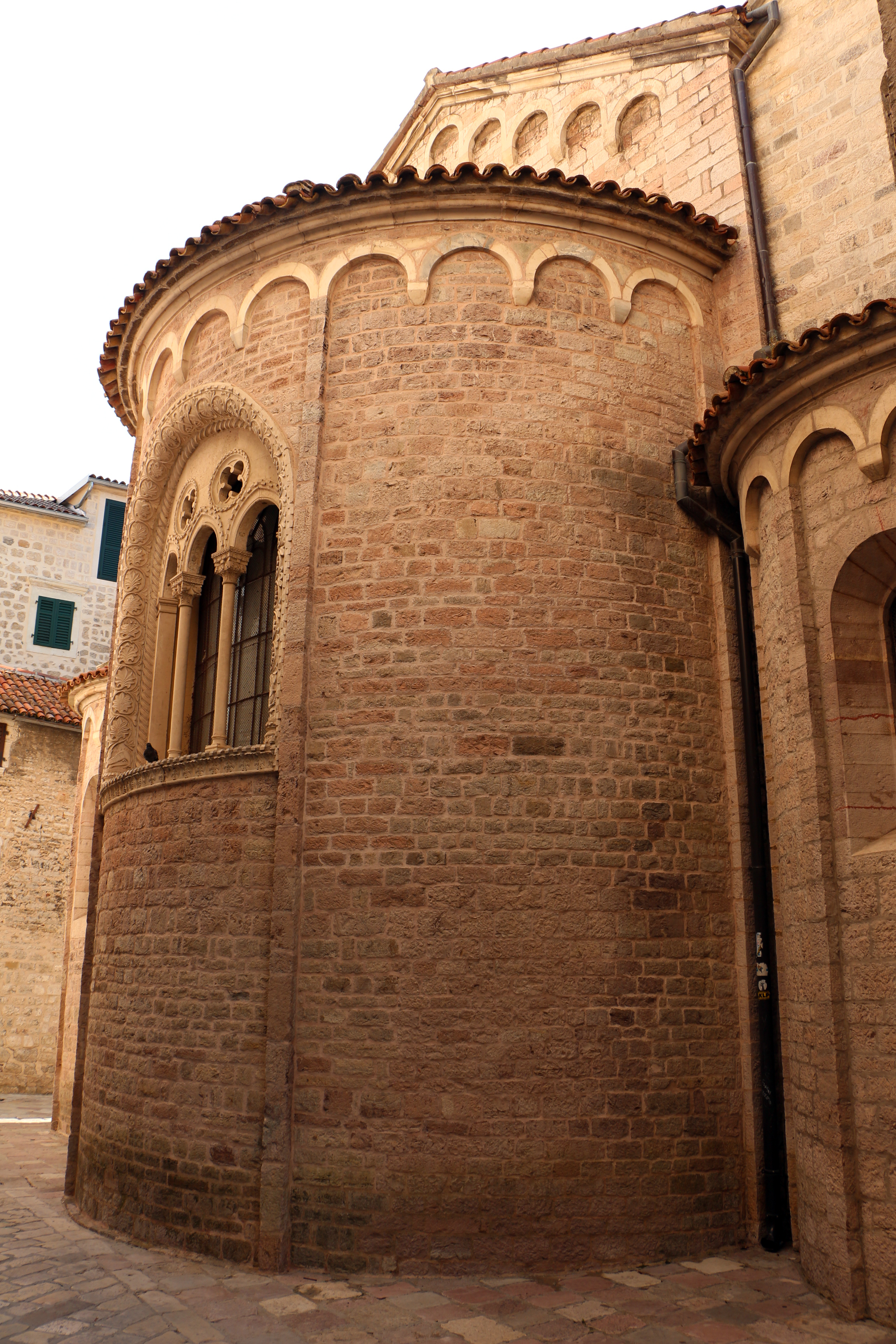
12. századi apszis
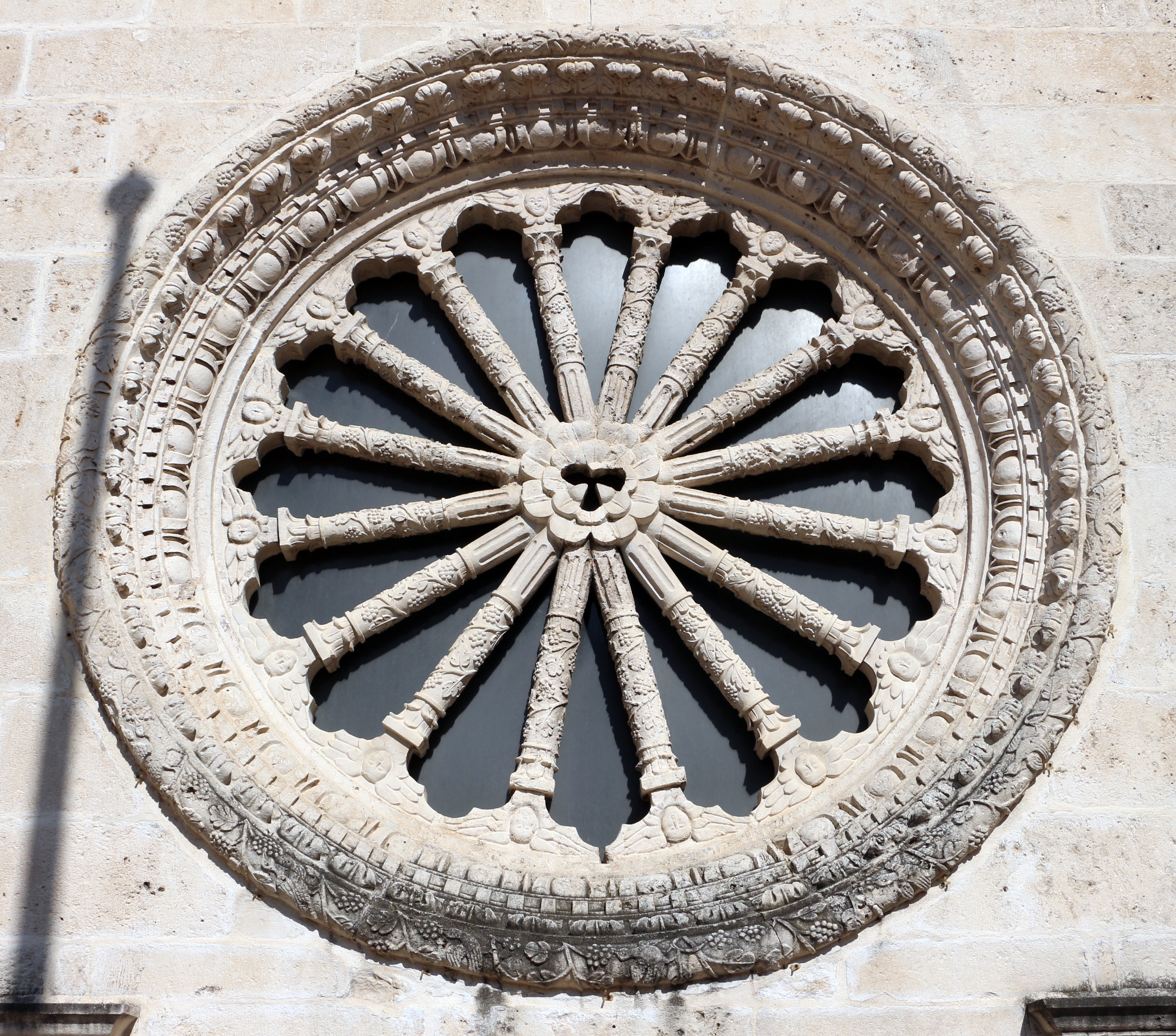
17. századi rózsaablak
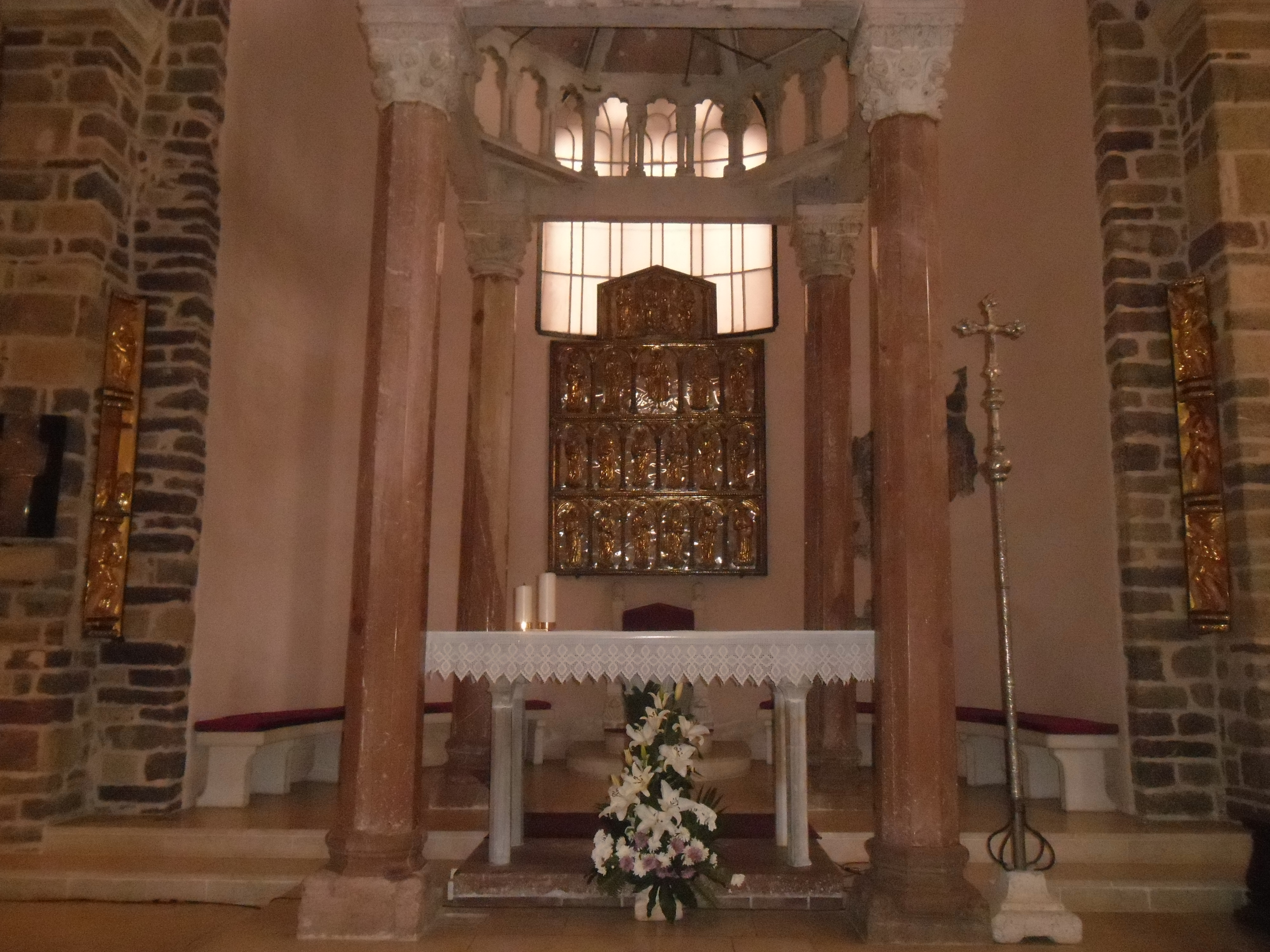
Főoltár
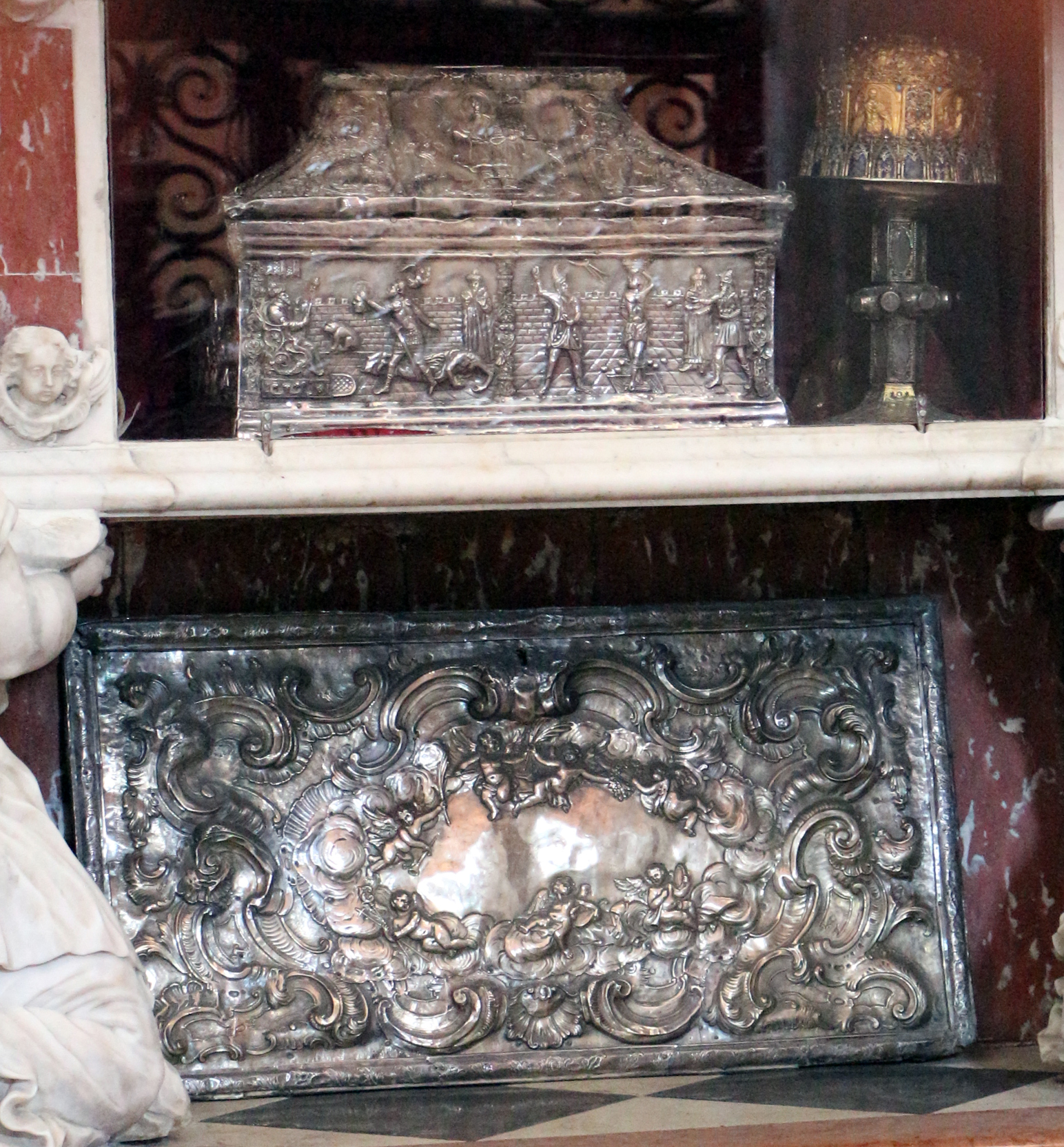
Szent Trifun ezüst szarkofágja

## Fordítás
Ez a szócikk részben vagy egészben  a   Kotor Cathedral című angol Wikipédia-szócikk ezen változatának fordításán alapul.  Az eredeti cikk szerkesztőit annak laptörténete sorolja fel. Ez a jelzés csupán a megfogalmazás eredetét és a szerzői jogokat jelzi, nem szolgál a cikkben szereplő információk forrásmegjelöléseként.